# Tesla Gigafactory 1

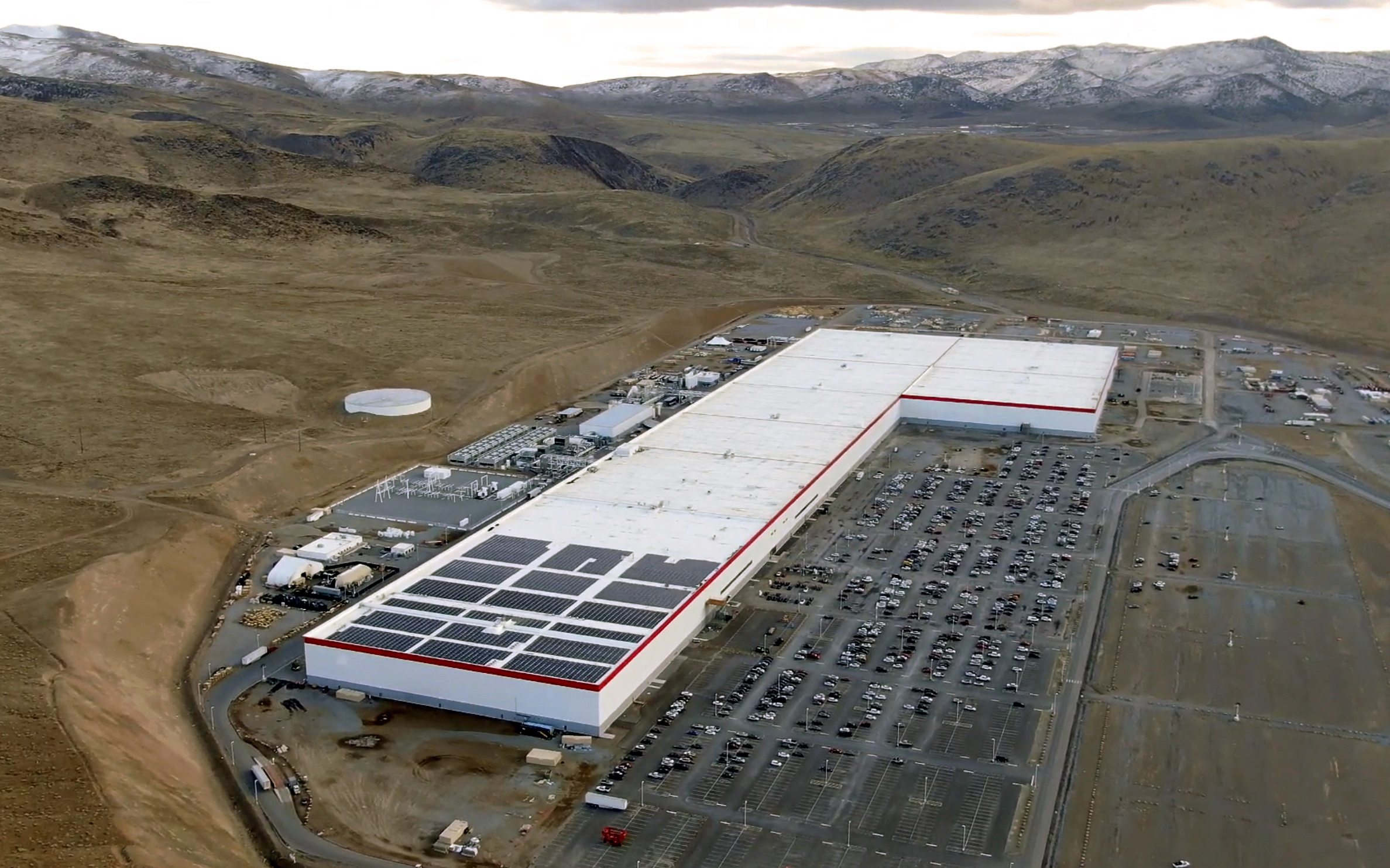
Drohnenansicht der Gigafactory (2019)

Die Tesla Gigafactory 1 ist eine Fabrik des US-amerikanischen Automobilherstellers Tesla in Nevada. Dort werden in Kooperation mit dem japanischen Elektronikkonzern Panasonic Lithium-Ionen-Akkumulatoren für Elektroautos und Akkupacks für stationäre Stromspeicher produziert. Baustart war im Mai 2014, die ersten Produkte aus der Fabrik wurden 2016 geliefert. Die Bauarbeiten sollten in Teilabschnitten erfolgen und bis 2020 andauern. Das Gesamtprojekt sollte einen Kostenumfang von bis zu 5 Milliarden US-Dollar haben und 6500 Arbeitsplätze schaffen.

## Projekt
Tesla baute mit der Panasonic Corporation und anderen Zulieferern wie der Heitkamp & Thumann Gruppe eine Fabrik für Lithium-Ionen-Zellen und Batteriepakete, die (Stand 2017) ab 2018 etwa 500.000 Elektroautos jährlich mit preisgünstigen Batteriepaketen versorgen sollte.
Die Kathoden der hier hergestellten Li-Ionen-Zellen bestehen nur noch zu 2,8 Prozent aus Cobalt. Der Stand der Technik lag 2017 bei ca. 8 Prozent Cobaltanteil, bei etlichen Herstellern sogar darüber. Für die kommende Zellgeneration will Tesla gar kein Cobalt für die Zellen nutzen.
Die Verwendung von Cobalt wird kritisiert, weil mehr als die Hälfte des globalen Cobaltbedarfs in der Demokratischen Republik Kongo geschürft wird und, laut Amnesty International, dort beim Cobalt-Abbau Kinderarbeit (Alter 15–17 Jahre) üblich (ca. 40.000 Kinder) sei. Zudem ist der Gewinnungsprozeß äußerst aufwendig und umweltschädigend. Allerdings ist die Cobaltgewinnung ein Abfallprodukt des Kupfer- und Nickelabbaus. Die Kinderarbeit bliebe bestehen, wenn Kobalt aus den Akkuzellen verschwindet, da Kupfer und Nickel weiter abgebaut werden.
Zum Projekt gehören zudem Erneuerbare-Energien-Anlagen wie Solar- und Windkraftanlagen.
Die Fabrik sollte die Kosten für Batterien um 30 Prozent senken. Ziel war, jährlich Zellen mit 35 GWh Gesamtkapazität (GWh/a) herzustellen. Dies ist mehr als die gesamte weltweite Produktion im Jahr 2013. Im Sommer 2018 wurde eine Produktionsrate von (hochgerechnet) 20 GWh/a erreicht. Bei der Aktionärsversammlung 2016 gab Elon Musk neue Zahlen heraus, nach denen Tesla auf der gleichen Fläche 105 GWh/a Zellen und 150 GWh/a Packs herstellen will.

## Geschichte

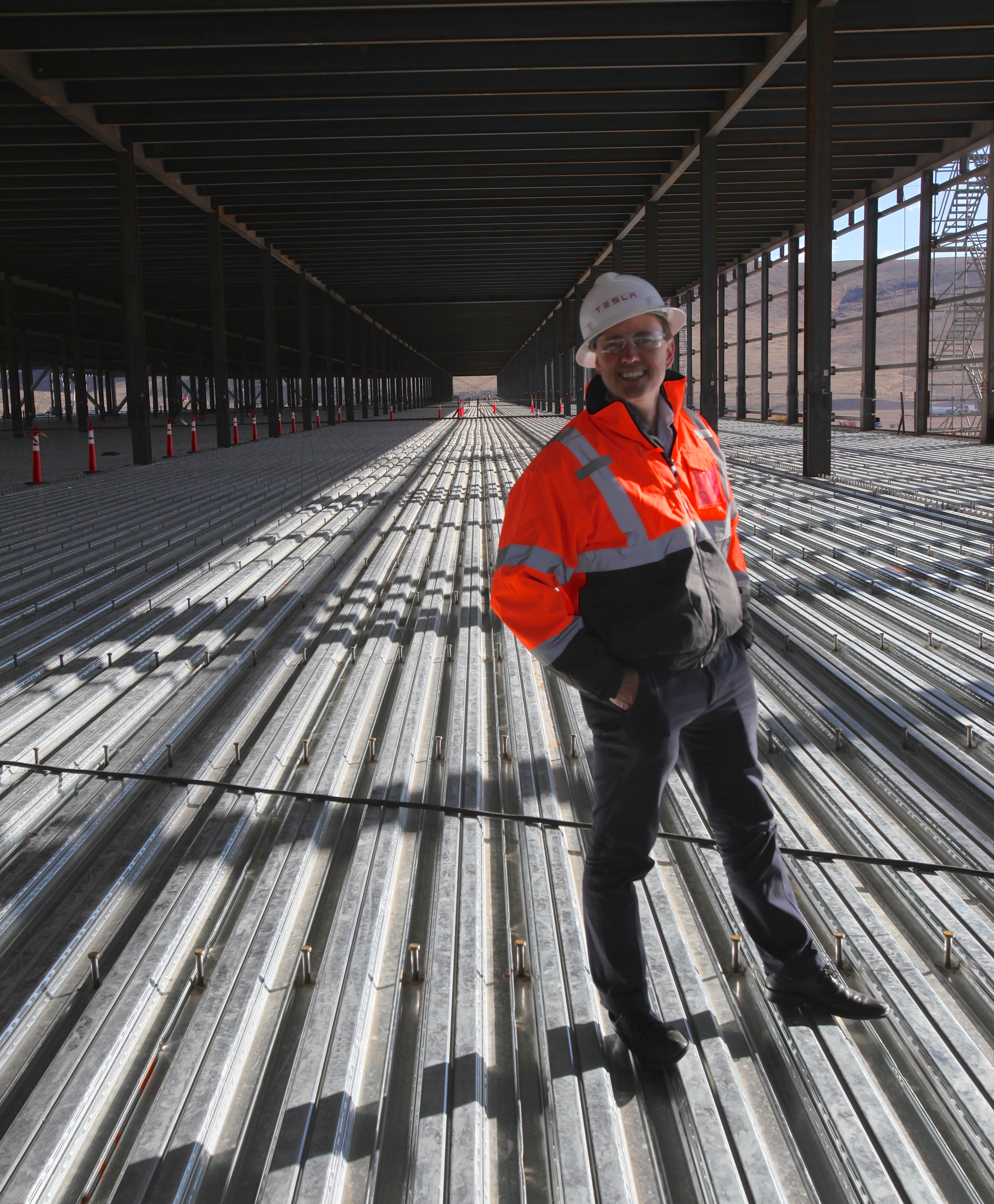
Bild von der Baustelle der inzwischen im Hinblick auf weitere geplante Fabriken Gigafactory 1 genannten Akkumulatorenfabrik in Nevada mit Tesla-Motors-Aufsichtsrat und -Investor Steve Jurvetson. Die Höhe der Fabrikhalle beträgt 22 Meter.

Die Pläne zu einer eigenen Batteriefertigung in einer „Gigafactory“ wurden im November 2013 bekannt. Als Standort kamen zuerst die US-Bundesstaaten Texas, Nevada, Arizona, New Mexico und Kalifornien infrage.
Im Juli 2014 wurde Panasonic als Partner von Tesla bei dem Bau der neuen Fabrik benannt. Der geschätzte Umfang des Projektes beträgt 5 Milliarden US-Dollar. Dabei sollen bis zum Jahre 2022 ca. 6500 Arbeitsplätze geschaffen werden.
Im September 2014 wurde der Standort im Tahoe Reno Industrial Center in der Nähe von Reno in Nevada bekanntgegeben. Die Bauarbeiten hatten aber bereits im Mai 2014 begonnen.
Auf der CES 2016 verkündete der Panasonic-Präsident Kazuhiro Tsuga eine Investition von 1,6 Milliarden US-Dollar in die Fabrik. Panasonic hatte für diesen Zweck die Panasonic Energy Corporation of North America gegründet. Nach dem Bekanntwerden der Anzahl der Model-3-Reservierungen im April 2016 stockte Panasonic die Investition auf 3,9 Milliarden US-Dollar auf.
Die Einweihung des fertiggestellten Teils von 14 Prozent der Gigafactory fand am 30. Juli 2016 statt. Zu diesem Zeitpunkt waren 3 der geplanten 21 Bauabschnitte fertig errichtet. Im ersten Quartal 2016 konnte bereits eine limitierte Produktion von Akkupacks für stationäre Stromspeicher beginnen.
Im Oktober 2016 berichtete Tesla, dass in der Gigafactory außer Akkumulatoren und Akkupacks auch Elektromotoren und Antriebseinheiten produziert werden sollen.
Am 4. Januar 2017 begann die Produktion der ersten Zellen für Tesla Powerwalls und Powerpacks.

## Standort und staatliche Förderung
Die Fabrik befindet sich in Tahoe Reno Industrial Center in der Nähe von Reno in Nevada. Die Nutzfläche der Fabrik wird auf einen Quadratkilometer geschätzt, es sollen zwei bis vier Quadratkilometer Land erworben werden. Nach ihrer Fertigstellung wird die zweistöckige Fabrik das größte Produktionsgebäude der Welt sein. Um Tesla in Reno anzusiedeln, stellt Nevada insgesamt 1,9 Milliarden US-Dollar an Steuervergünstigungen und anderen Erleichterungen zur Verfügung. In einer Sondersitzung verabschiedeten der Senat und das Unterhaus Nevadas eine Reihe von Gesetzesänderungen jeweils einstimmig, die Tesla 1,3 Milliarden Dollar an Steuersubventionen gewähren.

## Hintergrund

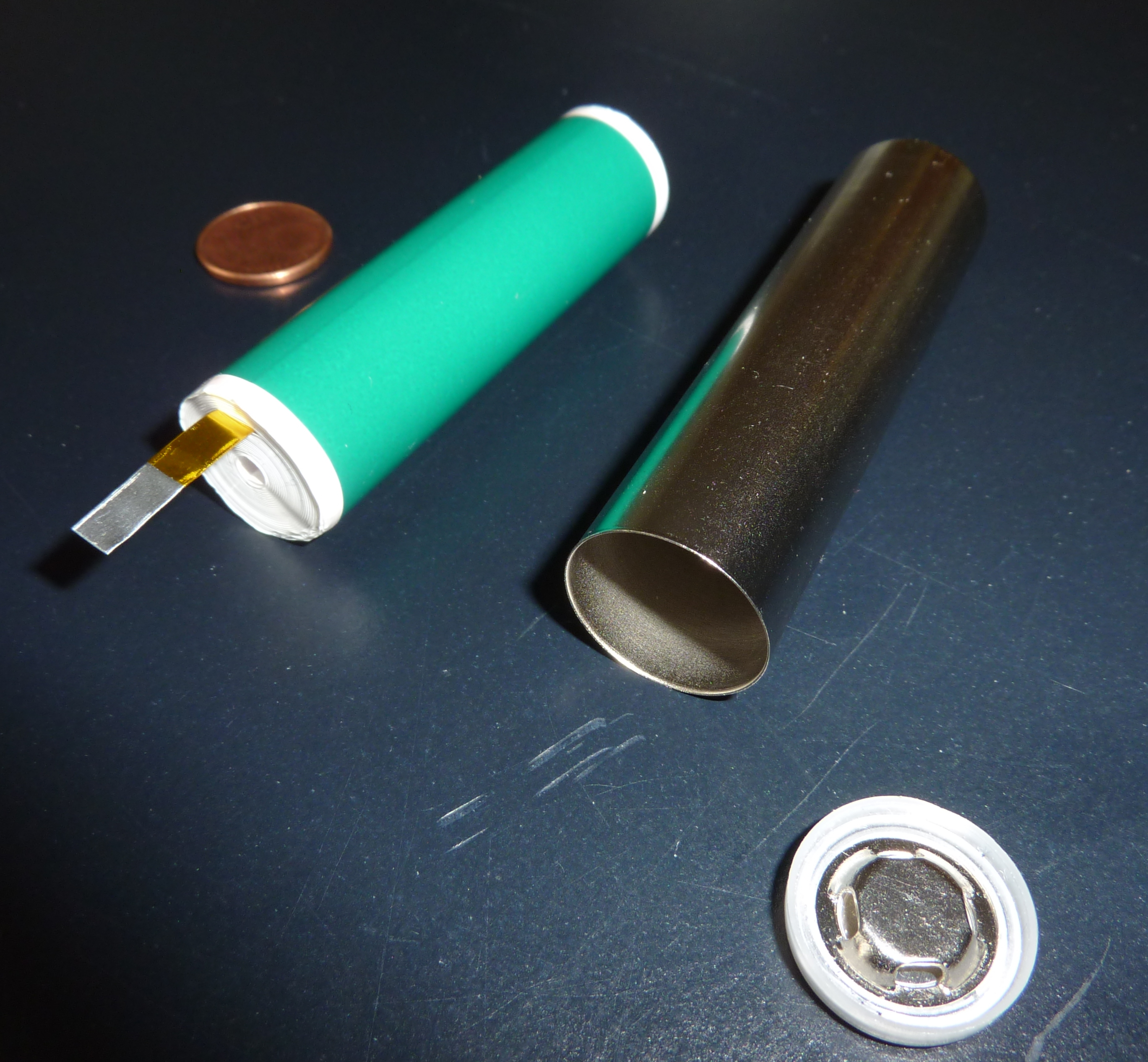
Zylindrische Zelle (18650) vor dem Zusammenbau

Basis des Energiespeichersystems von Tesla sind Lithium-Ionen-Rundzellen im Format 18650, deren Zylinder einen Durchmesser von 18 mm und eine Länge von 65 mm aufweisen. Diese Größe wurde schon milliardenfach für Notebooks produziert. Die Rundzellen mit kostengünstig gewickelten Wirkschichten kosteten 2014 190 bis 200 Dollar pro kWh. Dagegen lagen die Kosten großformatiger Zellen, deren Wirkschichten aufwendiger gestapelt oder gefaltet werden, bei 240 bis 250 US-Dollar pro kWh.
Tesla schließt jede der 18650-Rundzellen in ein Stahlgehäuse ein, um die Wärme beim Laden und Entladen abzuführen.
Die wegen der geringen Zellgröße große Oberfläche ermöglicht die effektive Abgabe entstehender Wärme an die Umgebung. Die geringe Größe der Einzelzelle erlaubt auch eine präzise Steuerung der Ladung und Entladung und hilft, Überlastungen zu vermeiden, was die Zell-Lebensdauer erhöht.
Beim Batteriepack des alten Tesla Roadster wurden zum Beispiel 69 Zellen parallel als Block verdrahtet. Neun Blöcke wurden für Lagen in Reihe geschaltet, und elf Lagen wurden in Reihe in das Satzgehäuse eingefügt. Insgesamt entstand so ein Satz aus 6.831 Zellen (69P99S). Das Batteriepaket wog etwa 408 kg, speicherte 56 kWh an elektrischer Energie und lieferte bis zu 215 kW an elektrischer Leistung.
Für eine effektive Wärmeübertragung aus jeder Zelle wurde Kühlflüssigkeit durch den Satz gepumpt. Die Kühlung sorgt für eine optimale Betriebstemperatur und dient neben der Einzelsteuerung der Zellen beim Laden und Entladen dem Erreichen einer hohen Zell-Lebensdauer. Im Paket dienen Sensoren der Regelung der Temperatur. Unterhalb der Betriebstemperatur werden die Zellen beheizt, oberhalb wird Wärme abgeführt über einen Kühlmittelkreislauf. Der ganze Pack ist von einer Stahlhülle umgeben.
Für die Automodelle Tesla Model S und Tesla Model X wurden Zellen der Größe 18650 als Antriebsbatterie in die Bodengruppe integriert, für die Integration im Tesla Model 3, der Tesla Powerwall und dem Tesla Powerpack dagegen werden Zellen der Größe 21700 produziert. Dieser Optimierungsschritt soll die Energiedichte des Packs erhöhen und die Kosten senken.

## Zusätzlicher Markt außerhalb des Automobilsektors
Nach der Übernahme von SolarCity durch Tesla sollen die Tesla Powerwall, ein Energiespeicher für Haushalte, zusammen mit einem Solardach vermarktet werden, um Solarenergie zu jeder Tageszeit nutzen zu können.
Außerdem wird ein Batteriepack für Industrie-Anwendungen angeboten, wie seit 2013 bereits von SolarCity. Damit können Energieversorger und Netzbetreiber kurzfristig Schwankungen der Netzbelastung ausgleichen.
Die California Public Utilities Commission – die kalifornische Regulierungsbehörde für Stromversorger – verfolgt das Ziel, in Kalifornien bis 2020 eine Leistungsreserve von 1,3 Gigawatt vorzuhalten, genug um 993.750 typische Häuser mit Strom zu beliefern.[veraltet]

## Rohstoffversorgung
Tesla Motors schloss 2015 ergänzend zur Sicherung der Versorgung der Gigafactory mit Lithium Lieferverträge mit den Minenfirmen Bacanora Minerals Ltd und Rare Earth Minerals Plc. Diese sollen als Partner des Sonora Lithium Project zum Abbau einer Erzlagerstätte in Nordmexiko eine Mine finanzieren und aufbauen sowie die Gigafactory für fünf Jahre zu vereinbarten Preisen beliefern. Die Mine soll jährlich 35.000 Tonnen Lithiumhydroxid bzw. Lithiumcarbonat liefern, wobei eine Erweiterung auf 50.000 Tonnen jährlich möglich sein soll.

## Weitere Tesla-Fabriken
Tesla bezeichnet die Fabrik von SolarCity in Buffalo als Gigafactory 2. Dort werden Photovoltaik-Komponenten hergestellt.
Die Gigafactory 3 steht nahe Shanghai in China. Die Verträge hierzu wurden mit der Regierung von Shanghai im Juli 2018 unterzeichnet. Die Fabrik soll die gleiche Menge an Fahrzeugen produzieren wie das Werk in Fremont, 500.000 Stück pro Jahr.
Die Gigafactory Berlin-Brandenburg (Gigafactory 4) als Produktionsstandort für den europäischen Markt wurde im November 2019 angekündigt, ab 2021 werden Fahrzeuge produziert. Die Bauarbeiten für Gigafactory 5 bei Austin in Texas begannen Ende Juli 2020.